# 城村
27°33′21″N 118°02′42″E / 27.55583°N 118.04500°E
城村，位于中国福建省武夷山市兴田镇，是中国历史文化名村，村内有大量保存较好的清代民居建筑，村南有全国重点文物保护单位——城村汉城遗址。
城村，原属建阳县，民国时划归崇安县（今武夷山市）。城村地处崇阳溪冲积平原，北面和东面崇阳溪环绕，西面和南面为丘陵地带。城村南部的丘陵上原为闽越国东越王余善的王城，汉武帝灭闽越国后，迁遗民于江淮之地，这里成为废墟。直到唐宋时期，这里才又开始形成聚落。宋朝以后，赵、林、李三族迁入，城村优越的地理环境使其很快发展成为一个繁华的村落。城村的平面布局有三十六街、七十二巷之称，众多古建筑现在仍然保存较好。村内著名的古建筑有古粤门楼、华光庙、百岁坊、林氏家祠、赵氏家祠、李氏家祠、百岁翁祠等，均已列为武夷山市文物保护单位。古建筑最具特色的是砖雕，数量既多，雕刻又精美，具有较高的艺术价值。
- 村内某民宅
- 村内很多路口设有过街亭，这是其中一座
- 城村的大部分民居建筑均使用夯土墙
- 古粤门楼
- 百岁坊和华光庙
- 赵氏家祠
- 李氏家祠
- 林氏家祠
- 村南的城村汉城遗址